# Producción indirecta
Los métodos de producción indirecta, es el proceso mediante el cual primero se producen bienes de capital y luego, con la ayuda de los bienes de capital, se producen los bienes de consumo deseados. El término fue concebido por el economista de la escuela austriaca Eugen von Böhm-Bawerk, quien mantuvo que es la demanda del consumidor, y no necesariamente la oferta de ahorro, la que determinaría la inversión de capital en cualquier industria.

## Resumen
El economista austriaco Eugen von Böhm-Bawerk argumentó en contra de dos teorías: la teoría ricardiana del valor-trabajo y la teoría de explotación de Marx. Sobre la primera, él sostuvo que el retorno del capital surge de la naturaleza indirecta de la producción. Una escalera de acero, por ejemplo, será producida y llevada al mercado solo si la demanda apoya la excavación de mineral de hierro, la fundición de acero, las máquinas que imprimen ese acero en la forma de la escalera, las máquinas que fabrican y ayudan a mantener a esas mismas máquinas, etc. Defensores de la teoría del valor-trabajo señalan que cada paso en dicho proceso, aunque sea indirecto, implica trabajo. Sin embargo, Böhm-Bawerk dijo que lo que ellos pasaron por alto fue el proceso en sí mismo, el de la producción indirecta, el cual involucra obligadamente el paso del tiempo.
Según Böhm-Bawerk, los procesos indirectos llevan a un valor que paga más que el valor del trabajo. Esto hace que sea innecesario postular la explotación para entender el retorno del capital, aunque el modo en qué la duración del proceso de producción produce valor dentro y fuera de sí es confuso, suponiendo que la idea de Böhm-Bawerk es correcta, mientras más ineficiente es el fabricante capitalista, más tiempo durará su proceso de producción y más serán las ganancias que acumulará. Cuando de hecho los costos adicionales contraídos a través de un proceso ineficiente de producción podrían impedir la venta de la producción a un precio de mercado. En la realidad, aunque el tiempo y las ganancias no tienen que estar relacionados en directa proporción entre las diferentes industrias; dentro de cierta industria, el paso del tiempo permitirá que un valor sea añadido al proceso de producción, en ausencia de explotación, mientras las empresas ineficientes con sistemas de producción inferiores podrían contribuir el mismo valor agregado a lo que producen igual que las empresas superiores con los mismos aportes dados, solo que en un período más largo de tiempo. La ineficiencia, por tanto, no deriva en un desempeño superior para una empresa, pero el paso del tiempo que es necesario para que ocurran todos los procesos de producción es el componente del proceso que explica el valor añadido, no la explotación del trabajo.
El concepto guarda similitudes con la teoría keynesiana desarrollada más tarde en los años 1930.
Durante la controversia de Cambridge, Paul Samuelson presentó una refutación a la producción indirecta en las economías con interés compuesto.
La producción indirecta, interpretada como un facotr que aumenta la composición orgánica del capital, también es considerada por autores marxistas.